# Нюхольм, Бенгт
Бенгт Олов Нюхольм (швед. Bengt Olov Nyholm; 30 января 1930 — 10 сентября 2015) — шведский футбольный вратарь.

## Биография
В течение всей своей карьеры Бенгт Нюхольм представлял «Норрчёпинг», куда в 1948 году перешёл из молодёжного клуба «Эльгарна». Первые несколько лет он был сменщиком Торстена Линдберга. В общей сложности он сыграл за клуб в 304 матчах во всех турнирах.
За сборную Швеции он сыграл 30 матчей в период с 1959 по 1964 год, а также три матча за вторую сборную в период с 1954 по 1958 год. В 1961 году он был награждён шведским Золотым мячом. В том же году он получил травму (перелом носовой кости) в отборочном матче чемпионата мира против Швейцарии и был вынужден временно покинуть поле во втором тайме. В воротах его сменил защитник Леннарт Винг. Получив медицинскую помощь, Нюхольм вернулся в ворота.
Нюхольм был относительно невысоким голкипером — 178 сантиметров. Он пытался компенсировать это сыгранностью со своей защитой. Его сильными сторонами были способность к выбору позиции, скорость реакции и умение читать игру.
Он получил прозвище «Самора» в честь испанского вратаря Рикардо Саморы. Когда в 1950-х годах «Норрчёпинг» играл в Испании, Рикардо Самора узнал, что Нюхольм получил прозвище в его честь, и послал шведу письмо, позже Нюхольм написал ответ.
В 1951 году Бенгт Нюхольм женился на Маргит Мод Луизе Нюхольм (род. 1931).
После окончания карьеры футболиста он был, среди прочего, тренером в Мантропе и председателем гольф-клуба в Мьёльбю.